# Стахановская улица (Ишимбай)
Стаха́новская у́лица — одна из важнейших улиц города Ишимбая. Начинается от современного микрорайона № 9 и соединяется с Революционной улицей, в центральной части города. Является границей между промышленной зоной и жилыми микрорайонами, на ней расположена зелёная зона, объекты административной инфраструктуры города: полиция, ГИБДД, лечебные учреждения.

## Предприятия, организации
- Стахановская улица, 39/1 — ГИБДД РБ по г. Ишимбаю;
- Стахановская улица, 75 — Ишимбайская центральная районная больница;
- Стахановская улица, 62 — стоматологическая поликлиника;
- Стахановская улица, 65 — межрайонная инспекция ФНС России № 25 по Республике Башкортостан;
- Стахановская улица, 67 — Управление Пенсионного фонда РФ в Ишимбайском районе и г. Ишимбае;
- Стахановская улица, 73 — Ишимбайский отдел МВД России;
- Стахановская улица, 43 — филиал ОАО «Газпром газораспределение Уфа» в г. Ишимбае. Газификация будущего города началась в 1935 году после открытия и освоения Ишимбаевского нефтяного месторождения. Попутный нефтяной газ начали использовать для отопления бытовых и коммунально-бытовых объектов первых посёлков нефтедобытчиков.